# NGC 6412
NGC 6412 est une galaxie spirale située dans la constellation du Dragon. NGC 6412 a été découverte par l'astronome germano-britannique William Herschel en 1797.

## Description
Sa vitesse par rapport au fond diffus cosmologique est de (1 262 ± 4) km/s, ce qui correspond à une distance de Hubble de 18,6 ± 1,3 Mpc (∼60,7 millions d'al).
Les avis diffèrent sur la classification de NGC 6412, spirale barrée, spirale intermédiaire et spirale ordinaire,. Il semble y avoir un début de barre sur l'image obtenue des données du relevé SDSS, mais ce n'est pas évident. Cependant, dans la  bande K infrarouge, NGC 6412 présente une barre centrale d'environ 12 secondes d'arc dont l'ellipticité maximale est de 0,42. L'angle de position de celle-ci est de 155°.
La classe de luminosité de NGC 6412 est III et elle présente une large raie HI. Elle renferme également des régions d'hydrogène ionisé. La base de données NASA/IPAC indique qu'il s'agit d'une galaxie isolée, ce qui semble incorrecte car c'est la principale galaxie d'un trio.
À ce jour, cinq mesures non basées sur le décalage vers le rouge (redshift) donnent une distance de 15,280 ± 4,707 Mpc (∼49,8 millions d'al), ce qui est à l'intérieur des valeurs de la distance de Hubble.

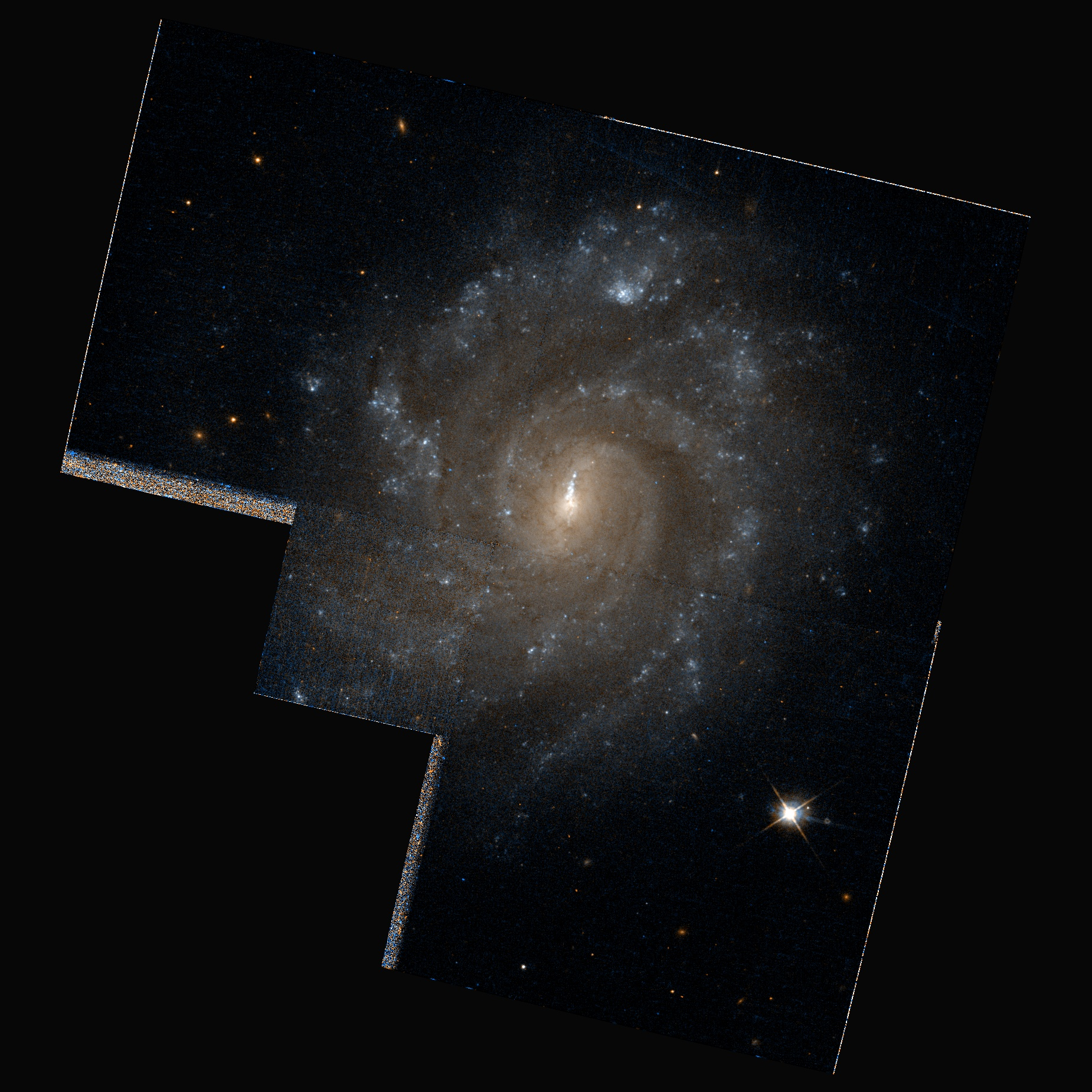
NGC 6412 par le télescope spatial Hubble.

## Groupe de NGC 6412
NGC 6412 est la principale galaxie d'un trio. Les deux autres galaxies du groupe de NGC 6412 sont IC 4660 et UGC 10792.